# Aleiodes subscleroma
Aleiodes subscleroma är en stekelart som först beskrevs av Donald L.J. Quicke och Shaw 2005.  Aleiodes subscleroma ingår i släktet Aleiodes och familjen bracksteklar. Inga underarter finns listade i Catalogue of Life.